# St. Joseph Island
St. Joseph Island är en ö i Kanada.   Den ligger i provinsen Ontario, i den sydöstra delen av landet, 600 km väster om huvudstaden Ottawa.
I omgivningarna runt St. Joseph Island växer i huvudsak blandskog. Runt St. Joseph Island är det mycket glesbefolkat, med 2 invånare per kvadratkilometer.